# The John Barry Seven
The John Barry Seven was een Britse band.

## Bezetting
- John Barry[6] (zang, trompet)
- Mike Cox (tenorsaxofoon)
- Derek Myers (altsaxofoon)
- Don Martin (drums)
- Fred Kirk (basgitaar)
- Ken Richards (leadgitaar)
- Keith Kelly (ritmegitaar)

Voor een korte periode werd de naam veranderd in John Barry & the Seven, nadat hij de vibrafoonspeler John Aris had toegevoegd, maar toen de band begon op te nemen bij EMI Parlophone werd het experiment beëindigd.

## Geschiedenis
The John Barry Seven trad op tijdens Britse tv-shows als Six-Five Special en Oh Boy! in 1957 en 1958, maar onvrede begon de kop op te steken bij de band. Tv-producent Jack Good bewees een harde leermeester te zijn bij Oh Boy!. Repetities werden uitgebreid, intenser en heftiger om wat een snelle show was, te perfectioneren. Hoewel verbonden door een sterk tijdschema en regelmatige opname-verplichtingen, begon de moreel te knagen bij de bandleden. Velerlei verontwaardiging jegens Barry bereikte het kookpunt, omdat hij niet wilde optreden, als andere artiesten meeliften op de affiche. Tel daar de heimwee bij, veroorzaakt door het reizen met haatgevoelens en onregelmatig werk, betekende het dat de band thuis in Yorkshire was aangekomen, tijdens de tijd dat de in Londen verblijvende Barry in de positie was om hen terug te roepen voor nog verdere afspraken. Bovendien verloren ze een bepaalde mate van werk bij Oh Boy!, hetgeen resulteerde in een wezenlijk vermindering van inkomsten.
Ten gevolge daarvan accepteerde Derek Myers een aanbod om te spelen bij een bigband in Schotland. Mike Cox verliet eveneens de band, evenals Fred Kirk (een getrainde vliegtuigmonteur), na het zoeken van een baan bij de luchtvaart. Toen Ken Richards bekend maakte dat hij wilde terugkeren naar Scarborough, vond Golder dat het ook voor hem tijd was om te vertrekken. 
Kirk en Myers werden vervangen door resp. Mike Peters en Jimmy Stead, beiden uit Ossett nabij Leeds. Peters presenteerde Dennis King als vervanger voor Cox, terwijl Stead drummer Dougie Wright voorstelde, met wie hij had gespeeld bij de Bill Marsden Big Band. Het betekende dat met de uitzondering van Barry en Keith Kelly de oorspronkelijke bezetting uiteenviel. Een andere leadgitarist, Jack Oliver ging door, een week voordat Barry besloot om Vic Flick te benaderen, toen werkzaam bij The Bob Cort Skiffle Group. Flick arriveerde op tijd om te repeteren voor een belangrijke show in de Metropolitan op 10 november 1958. The Seven werd gecontracteerd om een 20 minuten durend optreden uit te voeren, verder als begeleiding van diverse andere artiesten, waaronder Marty Wilde. De nieuwe bezetting was nu: John Barry (trompet), Vic Flick (leadgitaar), Mike Peters (basgitaar), Keith Kelly (ritmegitaar), Jimmy Stead (baritonsaxofoon), Dennis King (tenorsaxofoon) en Dougie Wright (drums). Voor een zeer korte tijd experimenteerden ze met de zangeres Liza Page, de zus van tv-ster Jill Day.
De tv-serie Drumbeat werd in het leven geroepen om een plek op te vullen in de zomerprogramma's van de BBC en was bedoeld om de populariteit van Oh Boy! van ITV te beconcurreren. Producent Stewart Morris bood de band een auditie aan met perspectief om op te treden op zijn eigen wijze en ook om een diversiteit aan andere artiesten te begeleiden, net als in de vroege dagen van Oh Boy!. Barry presenteerde een pianist binnen de band als vervanger voor Keith Kelly, die had besloten om een solocarrière na te streven. Vic Flick stelde zijn makker Les Reed voor, toen nog pianospeler in de Londense nachtclubs.
De nieuwe bezetting hield stand tot 1961 omdat Barry te veel afspraken en composities kreeg om verder te gaan. Hij installeerde Vic Flick als leider en haalde Bobby Carr (trompet) als diens vervanger. De band genoot van enkele successen in de Britse singlehitlijst, evenals regelmatige optredens op radio en tv en bij poptournees, vaak met Adam Faith.
Gedurende 1962 vertrokken Dougie Wright en Les Reed, de eerste op zoek naar meer geregeld werk en de andere om een carrière als songwriter en producent op te starten. Dickie Harwood en daarna Andy White vervingen Wright voor een korte periode, terwijl Brian Hazelby aanvankelijk Les Reed verving, voordat Kenny Salmon zich bij het ensemble vervoegde. Met Barry, die zich concentreerde op zijn eigen toekomst, was de band niet in staat om dezelfde mate van werk te vinden, in het bijzonder na te hebben gebroken met Adam Faith. Bovendien, nadat het James Bond Theme het hoogtepunt had bereikt in de Britse hitlijst (#13, laat 1962), werd verder hitsucces onhaalbaar.
Vic Flick was bij The Seven sinds eind 1958 en leidde de band naar het podium voor de afgelopen twee jaar, maar toenemende eisen tijdens zijn tijd als sessiespeler leidden tot zijn besluit om te vertrekken. Alhoewel Flick dit drie maanden vooruit aankondigde, was Barry niet in staat om een geschikte vervanger te vinden, hierbij werd hij gedwongen om de band tijdelijk te ontbinden. Flicks laatste optreden als lid van The Seven was in Torquay in augustus 1963.
In oktober 1963, na een tijdelijke onderbreking, was Barry bedreven genoeg om de kern samen te stellen van een John Barry Seven met behulp van drummer Bobby Graham. In overeenstemming met Graham, werd deze door Barry gevraagd om de leiding over te nemen. Graham was voorheen lid van The Outlaws, Joe Brown & the Bruvvers en Marty Wildes Wildcats, voordat hij begon met sessiewerk. Vanaf dit moment bestond de band uit Graham (drums), Ray Styles (basgitaar), Tony Ashton (keyboards), Ray Russell (leadgitaar), Terry Childs (baritonsaxofoon), Bob Downes (tenorsaxofoon) en Alan Bown (trompet). Na slechts een paar maanden werd Dave Richmond aangetrokken als vervanger voor Ray Styles, terwijl Ron Edgeworth de keyboards en zang overnam van Ashton.
In 1964 besloot Graham, net als Flick en Richmond voor hem, zich te concentreren op toenemend studio-sessiewerk. Vanaf dit moment nam Alan Bown het stokje over als leider van de John Barry Seven en bleven alleen hij en Terry Childs over van de door Graham geleide band. Hij nam de band spoedig over en was begerig om de nieuwe bezetting te boeken bij een studio, met als resultaat de single 24 Hours Ago, de eerste vocale single van de band sinds Barry's vroegere inspanningen zeven jaar eerder. Deze opname bevatte de nieuwe zanger en keyboarder Mike O'Neill en afgezien van Bown en Childs, werd de bezetting Dave Green (tenorsaxofoon), Stan Haldane (basgitaar), Ernie Cox (drums) en Ron Menicos (leadgitaar). The enige overgebleven belangrijke wijziging aan de bezetting betrof Mike O'Neil, die werd vervangen door Jeff Bannister. Bown bekende teleurgesteld te zijn toen Barry hem drie maanden vooruit aankondigde om de band voorgoed te ontbinden. Bown richtte The Alan Bown Set op, met als bezetting Stan Haldane, Jeff Bannister en Dave Green van de overblijvers van de The John Barry Seven.

## Discografie

### Hit singles
Als The John Barry Seven plus Four
- 1960: Hit and Miss

Als The John Barry Orchestra
- 1960: Beat for Beatniks
- 1960: Never Let Go
- 1960: Blueberry Hill
- 1962: The James Bond Theme
- 1963: From Russia with Love

Als The John Barry Seven
- 1960: Walk Don't Run
- 1960: Black Stockings
- 1961: The Magnificent Seven
- 1962: Cutty Sark